# Puente Hercílio Luz
El puente Hercílio Luz es un puente localizado en la ciudad brasileña de Florianópolis, capital del estado de Santa Catarina. Conecta la isla de Santa Catarina con la parte continental de Florianópolis. 
Es el puente colgante más largo de Brasil, y el segundo de América Latina y uno de los 100 más largos del mundo. Su construcción fue iniciada el 14 de noviembre de 1922 y se inauguró el 13 de mayo de 1926. La longitud total es de 819,471 m, con 259 m de viaducto insular, 339,471 m de vano central y 221 m de viaducto continental. 
La estructura de acero tiene un peso aproximado de 5.000 toneladas, y la construcción de los cimientos y pilares precisó de 14.250 m³ de hormigón. Las dos torres miden 75 m s. n. m., y el vano central tiene una altura de 43 m.
El puente fue cerrado en 1982.
Fue nuevamente inaugurado el 31 de diciembre de 2019

## Construcción

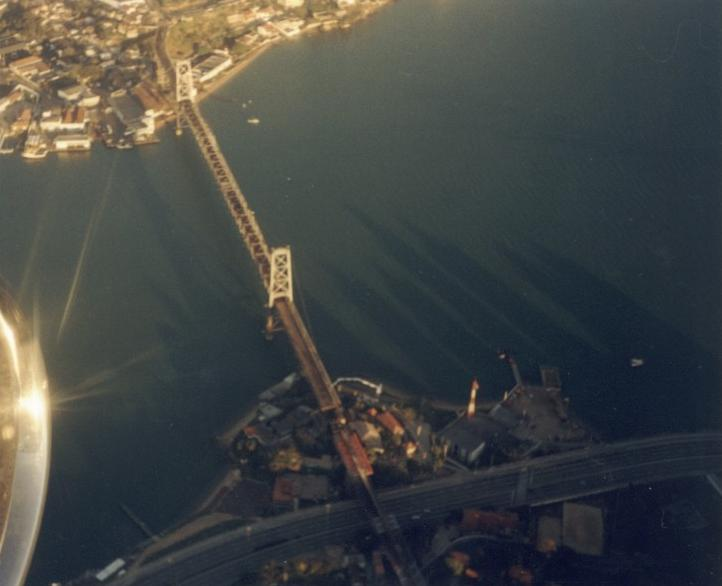
El Puente Hercílio Luz, en el invierno de 2001, inmediatamente después del amanecer. Lo que aparece a la izquierda es parte del fuselaje del avión que sobrevuela la zona.

El puente fue proyectado y construido durante el gobierno de Hercílio Luz. El dirigente no pudo ver su sueño concluido, pues murió en 1924, doce días después de inaugurar un puente colgante de madera, construido en la Plaza XV especialmente para el acto simbólico. 
El proyecto fue obra de los ingenieros estadounidenses Holton Duncan Robinson y David B. Steinman, y todo el material empleado fue traído de Estados Unidos, habiendo sido construido por un equipo compuesto por diecinueve técnicos especializados norteamericanos y obreros catarinenses.
La inauguración del puente Hercílio Luz, una lluviosa tarde de mayo de 1926, acabó con un antiguo inconveniente para los 40.000 habitantes de Florianópolis: tener que depender de balsas para ir de la isla al continente o viceversa. Monopolizado, el servicio era tan malo que ni siquiera ofrecía a los pasajeros protección contra el sol o la lluvia. Por este motivo el nombre de la obra sería Ponte da Independência (Puente de la Independencia), que fue cambiado al nombre actual tras la muerte de su promotor. 
El gobernador Hercílio Luz construyó el puente para consolidar Florianópolis como capital del estado de Santa Catarina. A aquella altura, las otras ciudades consideraban a la isla muy distante como para ser el centro administrativo y político del Estado y, en consecuencia, había un movimiento que pretendía el traslado de la capital a Lages.
Después de obtener un préstamo equivalente a dos presupuestos anuales del Estado de Santa Catarina, el gobierno finalmente inició la construcción del puente en 1922. El pago de los préstamos se terminó en 1978, más de 50 años después de la inauguración del puente. 
Desde el principio, el proceso de financiación fue complicado. El primer banco que había prestado los 20 mil contos de réis al gobierno catarinense quebró. Así que tuvo que hacerse un nuevo préstamo, atrasando las obras. Al final, el coste alcanzó 14.478.107 contos y 479 réis - prácticamente el doble del presupuesto del Estado en la época.

## Patrimonio histórico-artístico
Desde que fue cerrado, en 1982, por razones de seguridad, el Puente Hercílio Luz sirvió solo de tarjeta postal, como punto de referencia y para el embellecimiento de la ciudad. La pesadilla del colapso del puente se hizo constante en la vida de los habitantes de la zona. 
Ese temor, sin embargo, fue eliminado justamente el día en que el puente completó 71 años de edad, en 1997. La obra clásica de la ingeniería internacional se convirtió en Patrimonio histórico-artístico de la ciudad. 
El mirador situado en la cabecera insular proporciona una de las más bellas vistas panorámicas del centro de la ciudad. En el área también están situados el Museu da Ponte y el Parque da Luz.